# Амблан е Велот
Амблан е Велот (фр. Amblans-et-Velotte) насеље је и општина у источној Француској у региону Франш-Конте, у департману Горња Саона која припада префектури Лир.
По подацима из 2011. године у општини је живело 386 становника, а густина насељености је износила 39,55 становника/km². Општина се простире на површини од 9,76 km². Налази се на средњој надморској висини од 338 метара (максималној 406 m, а минималној 287 m).

## Демографија
| 1962. | 1968. | 1975. | 1982. | 1990. | 1999. | 2011. |
| ----- | ----- | ----- | ----- | ----- | ----- | ----- |
| 277   | 278   | 255   | 258   | 281   | 288   | 386   |

График промене броја становника у току последњих година